# Foo Fighters: Sonic Highways
Sonic Highways è una serie di documentari diretta e ideata da Dave Grohl, frontman del gruppo musicale alternative rock Foo Fighters. Ogni episodio si svolge in una città diversa, descrivendone la scena musicale e mostrando interviste con le personalità che ne hanno fatto parte.

## Produzione
Gli otto episodi della serie sono stati concepiti di pari passo con l'ottavo album in studio dei Foo Fighters, intitolato anch'esso Sonic Highways. Al termine di ogni episodio infatti è possibile ascoltare un brano composto durante la permanenza del gruppo nella città visitata con la collaborazione dei personaggi intervistati.
Austin, Chicago, Los Angeles, Nashville, New Orleans, New York, Seattle e Washington sono le otto città in cui i Foo Fighters soggiornano.
L'obiettivo del gruppo, oltre a trovare l'ispirazione per scrivere il nuovo album, è quello di raccontare la storia della musica statunitense dell'ultimo secolo, attraverso varie interviste ai personaggi protagonisti degli ambienti descritti e la visitazione dei luoghi fulcro delle scene musicali più influenti.
Tappe fondamentali sono gli studi di registrazione, rigorosamente analogici, tra i quali figurano l'Electrical Audio di Chicago, il Rancho de la Luna in California e gli Inner Ear Studios di Washington
La prima puntata è stata trasmessa in America dall'emittente televisiva HBO il 17 ottobre 2014

## Episodi

### Chicago
La nascita della scena musicale di Chicago da Muddy Waters agli Shellac di Steve Albini passando per i Cheap Trick.

### Washington D.C.
Lo stile go-go, il funk e il punk raccontati da Tony Fisher dei Trouble Funk, Ian MacKaye e Don Zientara.

### Nashville
Dolly Parton, Tony Joe White, Tony Brown e molti altri parlano del genere country.

### Austin
Terry Lickona, Billy Gibbons, Rocky Erickson dei The 13th Floor Elevators, considerato uno dei padri della musica psichedelica, descrivono la capitale mondiale della musica dal vivo e il suo Austin City Limits.

### Los Angeles
Dave Grohl intervista lo storico disc jockey Rodney Bingenheimer. Mario Lalli e Josh Homme raccontano la scena musicale di Palm Desert e del Rancho de la Luna.

### New Orleans
I Foo Fighters entrano nella Preservation Hall. Il jazz, lo swing, il blues della storica città raccontati da Dr. John, Allen Toussaint e Cyril Neville.

### Seattle
La città dei Nirvana e della Sub Pop. Dave Grohl racconta le sue esperienze di quel periodo.

### New York
L'evoluzione della musica nella Grande Mela. Dave Grohl riflette sullo stato attuale della musica e sul suo futuro.

## I concerti a sorpresa
I Foo Fighters si sono esibiti in tre concerti a sorpresa durante le riprese della serie: il 5 maggio 2014 al 9:30 Club di Washington, il 7 maggio al The Bluebird Cafe di Nashville e il 17 maggio a New Orleans.